# Ingeborg Schüßler
Ingeborg Schüßler (* 25. Dezember 1938 in Köln) ist eine deutsche Philosophin und Philosophiehistorikerin, die von 1981 bis 2004 als ordentliche Professorin an der Universität Lausanne wirkte und seit ihrer Emeritierung 2004 weiterhin als „professeur honoraire de l'Université de Lausanne“ tätig ist.
Schüßler studierte von 1959 bis 1964/65 an der Universität zu Köln und an der Université Paris-Sorbonne. Sie legte 1964/65 das Erste Staatsexamen in Romanistik, Germanistik und Philosophie ab, 1969 folgte die Promotion in Philosophie, 1978 die Habilitation in Philosophie an der Universität zu Köln.
Von 1964 bis 1965 war sie Assistentin am Romanischen Seminar, seit 1967 Assistentin, Wissenschaftliche Assistentin, Privatdozentin und außerplanmäßige Professorin am Philosophischen Seminar der Universität zu Köln. 1981 wurde sie zur ordentlichen Professorin an der Universität Lausanne ernannt. Ihre dortige Lehrstuhlumschreibung lautet: „Philosophie contemporaine et moderne. Généalogie de la pensée occidentale.“ Seit 2004 ist sie emeritiert. Gastprofessuren führten sie an die Universitäten Zürich, Luzern, Neuchâtel, Mainz und Texcoco / Universidad autónoma Mexiko-Stadt.
Schüßler hat Veröffentlichungen zu Aristoteles, Kant, Fichte, Schiller, Hegel, Schopenhauer, Kierkegaard, Marx, Nietzsche und Heidegger vorgelegt. Thematische Schwerpunkte ihrer Tätigkeit sind: Philosophie und Wissenschaft; Philosophie und Kunst; Grundfragen der europäischen Denkgeschichte. Ihre philosophische Position beschreibt sie als eine „herméneutique phénoménologico-généalogique des questions et positions philosophiques“.
Sie hat außerdem die Herausgabe der Bände GA 19 (Platon) und GA 78 (Anaximander) der Martin-Heidegger-Gesamtausgabe besorgt. Mit Pascal David redigiert sie die französischsprachige Abteilung der Heidegger-Studien. Sie ist schließlich Vice-présidente der Société internationale d'études kantiennes de langue française.

## Schriften (Auswahl)
- Die Auseinandersetzung von Idealismus und Realismus in Fichtes Wissenschaftslehre. Grundlage der gesamten Wissenschaftslehre 1794/95. Zweite Darstellung der Wissenschaftslehre 1804. Klostermann, Frankfurt am Main 1972 (= Diss. Köln 1969)
- (Hrsg., mit Wolfgang Janke): Sein und Geschichtlichkeit. Karl-Heinz Volkmann-Schluck zum 60. Geburtstag. Klostermann, Frankfurt am Main 1974.
- Philosophie und Wissenschaftspositivismus. Die mathematischen Grundsätze in Kants Kritik der reinen Vernunft und die Verselbständigung der Wissenschaften. Klostermann, Frankfurt am Main 1979 (= Habil.schrift 1978)
- Aristoteles. Philosophie und Wissenschaft. Das Problem der Verselbständigung der Wissenschaften. Klostermann, Frankfurt am Main 1982.
- La question de la vérité (Thomas d’Aquin – Nietzsche – Kant – Aristote – Heidegger). Editions PAYOT-Lausanne, 2001.
- Hegel et les « rescendances » de la métaphysique. (Hegel – Schopenhauer – Nietzsche – Marx – Kierkegaard – Le positivisme scientifique). Editions PAYOT-Lausanne, 2003.
- Art et liberté dans l’idéalisme transcendantal (Kant et Schiller). Editions PAYOT-Lausanne, 2005.